# Luis de Guindos

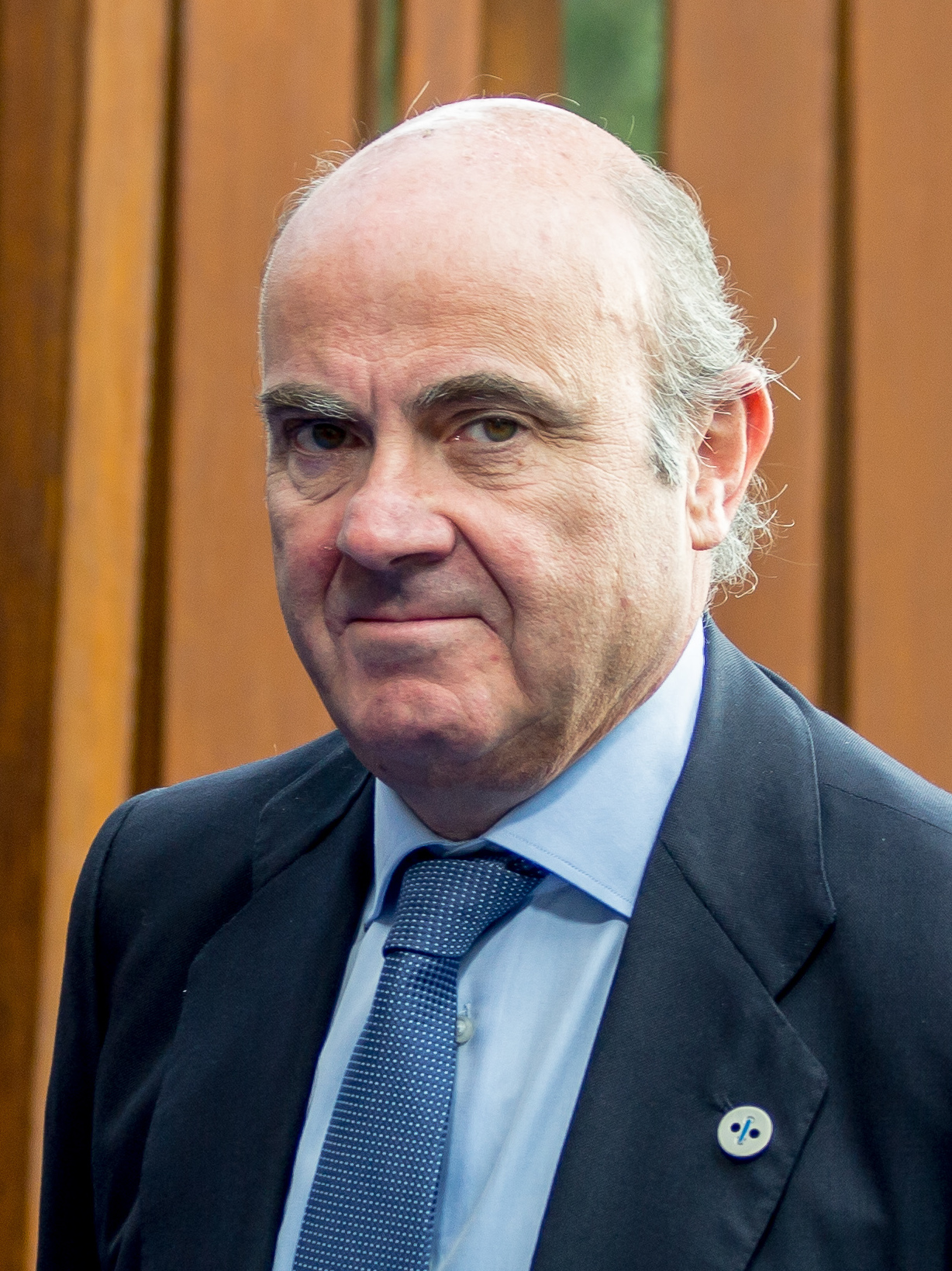
Luis de Guindos Jurado (2017)

Luis de Guindos Jurado (* 16. Januar 1960 in Madrid) ist ein spanischer Politiker der Partido Popular. Seit dem 1. Juni 2018 ist er Vizepräsident der Europäischen Zentralbank (EZB).

## Ausbildung
De Guindos studierte Wirtschaftswissenschaft an der Universität Complutense Madrid.
Von 1988 bis 1996 war er Chief Executive Officer des Finanzunternehmens AB Asesores. Ab 1996 arbeitete er für das Wirtschaftsministerium, darunter 2002 bis 2004 als Staatssekretär unter Wirtschaftsminister Rodrigo Rato. In diesem Zeitraum saß er im Vorstand des Eisenbahnunternehmens Renfe (1997–2000) und 2002 bei der Sociedad Estatal de Participaciones Industriales, der Dachgesellschaft des spanischen Staates zur Verwaltung der staatlichen Unternehmen und Beteiligungen.
Nach dem Regierungswechsel 2004 (bei den Wahlen am 14. März 2004 gewann überraschend die PSOE; Zapatero bildete das Kabinett Zapatero I) war de Guindos einige Monate an der Universität Navarra tätig, einer privaten Hochschule der katholischen Laienorganisation Opus Dei in Navarra.
Zum 1. September 2004 begann er im Vorstand der spanischen Tochter der Investmentbank Lehman Brothers. Ab 2006 war er Chief Executive Officer des Unternehmens in Spanien und Portugal.
Lehman Brothers meldete im September 2008 Insolvenz an. De Guindos arbeitete von November 2008 bis 2010 bei PricewaterhouseCoopers als Leiter der spanischen Finanzsektion. 2010 und 2011 leitete er das „PwC and IE Business School Center for the Finance Sector“ der Wirtschaftshochschule Instituto de Empresa.

## Politische Karriere
Am 20. November 2011 erhielt die PP bei den Parlamentswahlen absolute Mehrheiten in beiden Kammern der Cortes Generales. Mariano Rajoy wurde am 20. Dezember 2011 zum Ministerpräsidenten gewählt. Er berief de Guindos als Wirtschaftsminister in sein Kabinett.
Am 5. Juni 2015 kündigte de Guindos an, gegen den damaligen Amtsinhaber Jeroen Dijsselbloem für den Vorsitz der Eurogruppe kandidieren zu wollen. Dessen Amtszeit endete am 21. Juli 2015. Auf dem Treffen der Euro-Gruppe am 13. Juli 2015 in Brüssel unterlag er Dijsselbloem in einer Kampfabstimmung. Im Februar 2018 wurde er für den Posten des stellvertretenden Präsidenten der Europäischen Zentralbank nominiert und im März endgültig gewählt.

## Privates
De Guindos ist verheiratet und hat zwei Kinder. Er bezeichnet sich selbst als praktizierenden Katholiken, er steht der katholischen Laienbewegung Opus Dei nahe.